# Treizième district congressionnel de Pennsylvanie
Le 13e district congressionnel de Pennsylvanie est un district de Pennsylvanie. Le district comprend la totalité des comtés d'Adams, Bedford, Blair, Cambria, Franklin, Fulton, Huntingdon, Juniata, Mifflin et Perry. Il comprend également des fragments des comtés de Cumberland et de Somerset. Le Républicain John Joyce représente le district depuis 2019. Avec un indice CPVI de R+25, c'est le district le plus républicain de Pennsylvanie.
Avant février 2018, le district était situé dans le sud-est de la Pennsylvanie, couvrant l'est du comté de Montgomery et le nord-est de Philadelphie. Le district comprenait traditionnellement la majeure partie du comté de Montgomery, mais a été redessiné en 2002 pour inclure une partie de Philadelphie, et modifié à nouveau en 2012. La Cour suprême de Pennsylvanie a redessiné le district en février 2018 après avoir jugé la carte précédente inconstitutionnelle. L'ancien 13e district est devenu le 4e district, et ce qui était le 9e district dans la partie sud-ouest de l'État a été modifié et est inclus dans le 13e district, pour les élections de 2018 et la représentation par la suite.
Le district précédemment dessiné était depuis longtemps un bastion républicain, comme de nombreux districts de banlieue du nord-est. Cependant, le républicanisme dans le sud-est de la Pennsylvanie était modéré et le district, comme l’ensemble de la banlieue de Philadelphie, est devenu plus favorable aux démocrates au cours des années 1990, alors que le parti national virait à droite. Le district n'avait pas voté Républicain à la présidence depuis 1988. En 1992, le district a élu sa première Représentante démocrate en 86 ans, Marjorie Margolies-Mezvinsky. Elle a été battue en 1994 par le républicain Jon D. Fox, mais Joe Hoeffel a regagné le siège des démocrates en 1998. Il est ensuite passé aux mains des démocrates, devenant encore plus démocrate après avoir été poussé à Philadelphie après le recensement de 2000. En 2018, il a de nouveau été redécoupé par décision de justice, devenant ainsi le district le plus républicain du nord-est.

## Démographie
Au recensement de 2000, 647 435 personnes, 250 845 ménages et 169 848 familles résidaient dans le district. La composition raciale du district était de 87,16 % de Blancs, 6,05 % de Noirs ou d'Afro-américains, 0,14 % d'Amérindiens, 4,05 % d'Asiatiques, 0,00 % d'Insulaires du Pacifique, 1,32 % d'autres races et 1,24 % de deux races ou plus. 3,06% de la population était hispanique ou latino de toute race.
Il y avait 250 845 ménages, dont 30,4 % avaient des enfants de moins de 18 ans vivant avec eux, 53,3 % étaient des couples mariés vivant ensemble, 10,8 % avaient une femme au foyer sans mari et 32,3 % n'étaient pas des familles. 27,9 % de tous les ménages étaient composés d'individus et 12,6 % comptaient une personne vivant seule âgée de 65 ans ou plus. La taille moyenne des ménages était de 2,51 personnes et la taille moyenne des familles de 3,09 personnes.
Dans le district, la population était dispersée, avec 23,5 % de moins de 18 ans, 7,1 % de 18 à 24 ans, 29,2 % de 25 à 44 ans, 22,9 % de 45 à 64 ans et 17,3 % de 65 ans ou plus vieux. L'âge médian était de 39 ans. Pour 100 femmes, il y avait 92 hommes. Pour 100 femmes âgées de 18 ans et plus, il y avait 88,2 hommes.
Le revenu médian d'un ménage du district était de 49 319 $ et le revenu médian d'une famille était de 61 108 $. Les hommes avaient un revenu médian de 36 441 $, contre 23 719 $ pour les femmes. Le revenu par habitant du district était de 25 053 $. Environ 5,1 % des familles et 7,1 % de la population vivaient en dessous du seuil de pauvreté, dont 6,8 % des moins de 18 ans et 8,5 % des 65 ans ou plus.

## Historique de vote
| Année | Poste     | Résultats               |
| ----- | --------- | ----------------------- |
| 2000  | Président | Gore 48,9 % - 48,4 %    |
| 2004  | Président | Bush 50,7 % - 48,3 %    |
| 2008  | Président | Obama 52,9 % - 45,6 %   |
| 2012  | Président | Obama 51,0 % - 47,2 %   |
| 2016  | Président | Clinton 48,0 % - 45,9 % |
| 2020  | Président | Biden 51,3 % - 46,8 %   |

## Liste des Représentants du district
| Membre                             | Parti                        | Années                               | Congrès     | Histoire électorale |
| ---------------------------------- | ---------------------------- | ------------------------------------ | ----------- | --- |
| District établit le 4 mars 1813    |                              |                                      |             | |
| Vacant                             | Vacant                       | 4 mars 1813 - 13 mai 1813            | 13e         | Le Représentant-élu John Smilie fut redécoupé depuis le 9e district et réélu en 1812 mais décède le 30 décembre 1812.                                                                      |
| Isaac Griffin (en)                 | Républicain-Démocrate        | 13 mai 1813 - 3 mars 1817            | 13e , 14e   | Élu pour terminer le mandat de Smilie. Réélu en 1814. Retrait. |
| Christian Tarr (en)                | Républicain-Démocrate        | 4 mars 1817 - 3 mars 1821            | 15e , 16e   | Élu en 1816. Réélu en 1818. Perd sa réélection. |
| Andrew Stewart (en)                | Républicain-Démocrate        | 4 mars 1821 - 3 mars 1823            | 17e         | Élu en 1820. Redécouvert vers le 14e district. |
| John Tod (en)                      | Républicain-Démocrate        | 4 mars 1823 - 1824                   | 18e         | Redécoupage depuis le 8e district et réélu en 1822. Démissionne pour devenir Juge à la Court of Common Please pour le 16e district judiciaire.                                             |
| Vacant                             | Vacant                       | 1824 - 6 décembre 1824               | 18e         | |
| Alexander Thomson (en)             | Républicain-Démocrate        | 6 décembre 1824 - 3 mars 1825        | 18e , 19e   | Élu le 12 octobre 1824 pour terminer le mandat de Tod. Élu le même jour en 1824 pour le mandat suivant. Démissionne.                                                                       |
| Alexander Thomson (en)             | Jacksonien (en)              | 4 mars 1825 - 1er mai 1826           | 18e , 19e   | Élu le 12 octobre 1824 pour terminer le mandat de Tod. Élu le même jour en 1824 pour le mandat suivant. Démissionne.                                                                       |
| Vacant                             | Vacant                       | 1er mai 1826 - 4 décembre 1826       | 19e         | |
| Chauncey Forward (en)              | Jacksonien (en)              | 4 décembre 1826 - 3 mars 1831        | 19e - 21e   | Élu le 10 octobre 1826 pour terminer le mandat de Thomson et intronisé le 4 décembre 1826. Élu le même jour en 1826 pour un autre mandat. Réélu en 1828. Retrait.                          |
| George Burd (en)                   | Anti-Jacksonien              | 4 mars 1831 - 3 mars 1833            | 22e         | Élu en 1830. Redécoupage vers le 18e district. |
| Jesse Miller (en)                  | Jacksonien (en)              | 4 mars 1833 - 30 octobre 1836        | 23e , 24e   | Élu en 1832. Réélu en 1834. Démissionne pour devenir First Auditor du Département du Trésor des États-Unis.                                                                                |
| Vacant                             | Vacant                       | 30 octobre 1836 - 5 décembre 1836    | 24e         | |
| James Black (en)                   | Jacksonien (en)              | 5 décembre 1836 - 3 mars 1837        | 24e         | Élu pour terminer le mandat de Miller. |
| Charles McClure (en)               | Démocrate                    | 4 mars 1837 - 3 mars 1839            | 25e         | Élu en 1836. |
| William Sterett Ramsey (en)        | Démocrate                    | 4 mars 1839 - 17 octobre 1840        | 26e         | Élu en 1838. Décès. |
| Vacant                             | Vacant                       | 17 octobre 1840 - 7 décembre 1840    | 26e         | |
| Charles McClure (en)               | Démocrate                    | 7 décembre 1840 - 3 mars 1841        | 26e         | Élu pour terminer le mandat de Ramsey. |
| Amos Gustine (en)                  | Démocrate                    | 4 mai 1841 - 3 mars 1843             | 27e         | Élu en 1840. |
| Henry Frick (en)                   | Whig                         | 4 mars 1843 - 1er mars 1844          | 28          | Élu en 1842. Décès. |
| Vacant                             | Vacant                       | 1er mars 1844 - 5 avril 1844         | 28          | |
| James Pollock                      | Whig                         | 5 avril 1844 - 3 mars 1849           | 28e - 30e   | Élu pour terminer le mandat de Frick. Réélu en 1844. Réélu en 1846. |
| Joseph Casey (en)                  | Whig                         | 4 mars 1849 - 3 mars 1851            | 31e         | Élu en 1848. Retrait. |
| James Gamble (en)                  | Démocrate                    | 4 mars 1851 - 3 mars 1853            | 32e         | Élu en 1850. Redécoupage vers le 15e district. |
| Asa Packer (en)                    | Démocrate                    | 4 mars 1853 - 3 mars 1857            | 33e , 34e   | Élu en 1852. Réélu en 1854. |
| William H. Dimmick (en)            | Démocrate                    | 4 mars 1857 - 3 mars 1861            | 35e , 36e   | Élu en 1856. Réélu en 1858. |
| Philip Johnson (en)                | Démocrate                    | 4 mars 1861 - 3 mars 1863            | 37e         | Élu en 1860. Redécoupage vers le 11e district. |
| Henry W. Tracy (en)                | Républicain Indépendant (en) | 4 mars 1863 - 3 mars 1865            | 38e         | Élu en 1862. |
| Ulysses Mercur (en)                | Républicain                  | 4 mars 1865 - 2 décembre 1872        | 39e- 42e    | Élu en 1864. Réélu en 1866. Réélu en 1868. Réélu en 1870. Démissionne pour devenir Juge Associé de la Cour Suprême de Pennsylvanie.                                                        |
| Vacant                             | Vacant                       | 2 décembre 1872 - 24 décembre 1872   | 42e         | |
| Frank C. Bunnell (en)              | Républicain                  | 24 décembre 1872 - 3 mars 1873       | 42e         | Élu pour terminer le mandat de Mercur. |
| James D. Strawbridge (en)          | Républicain                  | 4 mars 1873 - 3 mars 1875            | 43e         | Élu en 1872. |
| James B. Reilly (en)               | Démocrate                    | 4 mars 1874 - 3 mars 1879            | 44e , 45e   | Élu en 1874. Réélu en 1876. Perd sa réélection. |
| John W. Ryon (en)                  | Démocrate                    | 4 mars 1879 - 3 mars 1881            | 46e         | Élu en 1878. |
| Charles N. Brumm (en)              | Greenback                    | 4 mars 1881 - 3 mars 1885            | 47e - 50e   | Élu en 1880. Réélu en 1882. |
| Charles N. Brumm (en)              | Républicain                  | 4 mars 1885 - 3 mars 1889            | 47e - 50e   | Élu en 1884. Réélu en 1886. |
| James B. Reilly (en)               | Démocrate                    | 4 mars 1889 - 3 mars 1895            | 51e - 53e   | Élu en 1888. Réélu en 1890. Réélu en 1892. |
| Charles N. Brumm (en)              | Républicain                  | 4 mars 1895 - 3 mars 1899            | 54e , 55e   | Élu en 1894. Réélu en 1896. |
| James W. Ryan (en)                 | Démocrate                    | 4 mars 1899 - 3 mars 1901            | 56e         | Élu en 1898. |
| George R. Patterson (en)           | Républicain                  | 4 mars 1901 - 3 mars 1903            | 57e         | Élu en 1900. Redécoupage vers le 12e district. |
| Marcus C.L. Kline (en)             | Démocrate                    | 4 mars 1903 - 3 mars 1907            | 58e , 59e   | Élu en 1902. Réélu en 1904. |
| John H. Rothermel (en)             | Démocrate                    | 4 mars 1907 - 3 mars 1915            | 60e - 63e   | Élu en 1906. Réélu en 1908. Réélu en 1910. Réélu en 1912. |
| Arthur G. Dewalt (en)              | Démocrate                    | 4 mars 1915 - 3 mars 1921            | 64e - 66e   | Élu en 1914. Réélu en 1916. Réélu en 1918. |
| Fred B. Gernerd (en)               | Républicain                  | 4 mars 1921 - 3 mars 1923            | 67e         | Élu en 1920. |
| George F. Brumm (en)               | Républicain                  | 4 mars 1923 - 3 mars 1927            | 68e , 69e   | Élu en 1922. Réélu en 1924. |
| Cyrus M. Palmer (en)               | Républicain                  | 4 mars 1927 - 3 mars 1929            | 70e         | Élu en 1926. |
| George F. Brumm (en)               | Républicain                  | 4 mars 1929 - 29 mai 1934            | 71e - 73e   | Élu en 1928. Réélu en 1930.Réélu en 1932. Décès. |
| Vacant                             | Vacant                       | 29 mai 1934 - 3 janvier 1935         | 73e         | |
| James H. Gildea (en)               | Démocrate                    | 3 janvier 1935 - 3 janvier 1939      | 74e , 75e   | Élu en 1934. Réélu en 1936. |
| Ivor D. Fenton (en)                | Républicain                  | 3 janvier 1939 - 3 janvier 1945      | 76e - 78e   | Élu en 1938. Réélu en 1940. Réélu en 1942. Redécoupage vers le 12e district. |
| Daniel K. Hoch (en)                | Démocrate                    | 3 janvier 1945 - 3 janvier 1947      | 79e         | Redécoupage depuis le 14e district et réélu en 1944. |
| Frederick Augustus Muhlenberg (en) | Républicain                  | 3 janvier 1947 - 3 janvier 1949      | 80e         | Élu en 1946. Perd sa réélection. |
| George M. Rhodes (en)              | Démocrate                    | 3 janvier 1949 3 janvier 1953        | 81e , 82e   | Élu en 1948. Réélu en 1950. Redécoupage vers le 14e district. |
| Samuel K. McConnell Jr. (en)       | Républicain                  | 3 janvier 1953 - 1er septembre 1957  | 83e - 85e   | Redécoupage depuis le 16e district et réélu en 1952. Réélu en 1954. Réélu en 1956. Démissionne.                                                                                            |
| Vacant                             | Vacant                       | 1er septembre 1957 - 5 novembre 1957 | 85e         | |
| John A. Lafore Jr. (en)            | Républicain                  | 5 novembre 1957 - 3 janvier 1961     | 85e , 86e   | Élu pour terminer le mandat de McConnell. Réélu en 1958. Perd sa renomination. |
| Richard Schweiker                  | Républicain                  | 3 janvier 1961 - 3 janvier 1969      | 87e - 90e   | Élu en 1960. Réélu en 1962. Réélu en 1964. Réélu en 1966. Retrait pour se présenter comme Sénateur des États-Unis.                                                                         |
| R. Lawrence Coughlin (en)          | Républicain                  | 3 janvier 1969 - 3 janvier 1993      | 91e - 102e  | Élu en 1968. Réélu en 1970. Réélu en 1972. Réélu en 1974. Réélu en 1976. Réélu en 1978. Réélu en 1980. Réélu en 1982. Réélu en 1984. Réélu en 1986. Réélu en 1988. Réélu en 1990. Retrait. |
| Marjorie Margolies-Mezvinsky (en)  | Démocrate                    | 3 janvier 1993 - 3 janvier 1995      | 103e        | Élue en 1992. Perd sa réélection. |
| Jon D. Fox (en)                    | Républicain                  | 3 janvier 1995 - 3 janvier 1999      | 104e , 105e | Élu en 1994. Réélu en 1996. Perd sa réélection. |
| Joe Hoeffel                        | Démocrate                    | 3 janvier 1999 - 3 janvier 2005      | 106e - 108e | Élu en 1998. Réélu en 2000. Réélu en 2002. Retrait pour se présenter comme Sénateur des États-Unis.                                                                                        |
| Allyson Schwartz                   | Démocrate                    | 3 janvier 2005 - 3 janvier 2015      | 109e - 113e | Élue en 2004. Réélue en 2006. Réélue en 2008. Réélue en 2010. Réélue en 2012. Retrait pour se présenter comme Gouverneur de Pennsylvanie.                                                  |
| Brendan Boyle                      | Démocrate                    | 3 janvier 2015 - 3 janvier 2019      | 114e , 115e | Élu en 2014. Réélu en 2016. Redécoupage vers le 2e district. |
| John Joyce                         | Républicain                  | 3 janvier 2019 - Présent             | 116e - 118e | Élu en 2018. Réélu en 2020. Réélu en 2022. |

## Résultats des récentes élections
Voici les résultats des dix précédents cycles électoraux dans le district.

### 2004
| Élection de 2004 du 13e district congressionnel de Pennsylvanie | Élection de 2004 du 13e district congressionnel de Pennsylvanie | Élection de 2004 du 13e district congressionnel de Pennsylvanie | Élection de 2004 du 13e district congressionnel de Pennsylvanie | Élection de 2004 du 13e district congressionnel de Pennsylvanie |
| --------------------------------------------------------------- | --------------------------------------------------------------- | --------------------------------------------------------------- | --------------------------------------------------------------- | --------------------------------------------------------------- |
| Parti                                                           | Parti                                                           | Candidat                                                        | Votes                                                           | %                                                               |
|                                                                 | Démocrate                                                       | Allyson Schwartz                                                | 171 763                                                         | 55,7                                                            |
|                                                                 | Républicain                                                     | Melissa Brown                                                   | 127 205                                                         | 41,3                                                            |
|                                                                 | Constitution                                                    | John P. McDermott                                               | 5 291                                                           | 1,7                                                             |
|                                                                 | Libertarien                                                     | Chuck Moulton                                                   | 3 865                                                           | 1,3                                                             |
| Total des votes                                                 | Total des votes                                                 | Total des votes                                                 | 308 124                                                         | 100 %                                                           |
|                                                                 | Les Démocrates conservent                                       |                                                                 |                                                                 |                                                                 |

### 2006
| Élection de 2006 du 13e district congressionnel de Pennsylvanie | Élection de 2006 du 13e district congressionnel de Pennsylvanie | Élection de 2006 du 13e district congressionnel de Pennsylvanie | Élection de 2006 du 13e district congressionnel de Pennsylvanie | Élection de 2006 du 13e district congressionnel de Pennsylvanie |
| --------------------------------------------------------------- | --------------------------------------------------------------- | --------------------------------------------------------------- | --------------------------------------------------------------- | --------------------------------------------------------------- |
| Parti                                                           | Parti                                                           | Candidat                                                        | Votes                                                           | %                                                               |
|                                                                 | Démocrate                                                       | Allyson Schwartz (sortante)                                     | 147 368                                                         | 66,1                                                            |
|                                                                 | Républicain                                                     | Raj Bhakta                                                      | 75 492                                                          | 33,9                                                            |
| Total des votes                                                 | Total des votes                                                 | Total des votes                                                 | 222 860                                                         | 100 %                                                           |
|                                                                 | Les Démocrates conservent                                       |                                                                 |                                                                 |                                                                 |

### 2008
| Élection de 2008 du 13e district congressionnel de Pennsylvanie | Élection de 2008 du 13e district congressionnel de Pennsylvanie | Élection de 2008 du 13e district congressionnel de Pennsylvanie | Élection de 2008 du 13e district congressionnel de Pennsylvanie | Élection de 2008 du 13e district congressionnel de Pennsylvanie |
| --------------------------------------------------------------- | --------------------------------------------------------------- | --------------------------------------------------------------- | --------------------------------------------------------------- | --------------------------------------------------------------- |
| Parti                                                           | Parti                                                           | Candidat                                                        | Votes                                                           | %                                                               |
|                                                                 | Démocrate                                                       | Allyson Schwartz (sortante)                                     | 196 868                                                         | 62,8                                                            |
|                                                                 | Républicain                                                     | Marina Kats                                                     | 108 271                                                         | 34,5                                                            |
|                                                                 | Constitution                                                    | John P. McDermott                                               | 8 374                                                           | 2,7                                                             |
| Total des votes                                                 | Total des votes                                                 | Total des votes                                                 | 313 513                                                         | 100 %                                                           |
|                                                                 | Les Démocrates conservent                                       |                                                                 |                                                                 |                                                                 |

### 2010
| Élection de 2010 du 13e district congressionnel de Pennsylvanie | Élection de 2010 du 13e district congressionnel de Pennsylvanie | Élection de 2010 du 13e district congressionnel de Pennsylvanie | Élection de 2010 du 13e district congressionnel de Pennsylvanie | Élection de 2010 du 13e district congressionnel de Pennsylvanie |
| --------------------------------------------------------------- | --------------------------------------------------------------- | --------------------------------------------------------------- | --------------------------------------------------------------- | --------------------------------------------------------------- |
| Parti                                                           | Parti                                                           | Candidat                                                        | Votes                                                           | %                                                               |
|                                                                 | Démocrate                                                       | Allyson Schwartz (sortante)                                     | 118 710                                                         | 56,3                                                            |
|                                                                 | Républicain                                                     | Carson Dee Adcock                                               | 91 987                                                          | 43,7                                                            |
| Total des votes                                                 | Total des votes                                                 | Total des votes                                                 | 210 697                                                         | 100 %                                                           |
|                                                                 | Les Démocrates conservent                                       |                                                                 |                                                                 |                                                                 |

### 2012
| Élection de 2012 du 13e district congressionnel de Pennsylvanie | Élection de 2012 du 13e district congressionnel de Pennsylvanie | Élection de 2012 du 13e district congressionnel de Pennsylvanie | Élection de 2012 du 13e district congressionnel de Pennsylvanie | Élection de 2012 du 13e district congressionnel de Pennsylvanie |
| --------------------------------------------------------------- | --------------------------------------------------------------- | --------------------------------------------------------------- | --------------------------------------------------------------- | --------------------------------------------------------------- |
| Parti                                                           | Parti                                                           | Candidat                                                        | Votes                                                           | %                                                               |
|                                                                 | Démocrate                                                       | Allyson Schwartz (sortante)                                     | 209 901                                                         | 69,1                                                            |
|                                                                 | Républicain                                                     | Joe Rooney                                                      | 93 918                                                          | 30,9                                                            |
| Total des votes                                                 | Total des votes                                                 | Total des votes                                                 | 303 819                                                         | 100 %                                                           |
|                                                                 | Les Démocrates conservent                                       |                                                                 |                                                                 |                                                                 |

### 2014
| Élection de 2014 du 13e district congressionnel de Pennsylvanie | Élection de 2014 du 13e district congressionnel de Pennsylvanie | Élection de 2014 du 13e district congressionnel de Pennsylvanie | Élection de 2014 du 13e district congressionnel de Pennsylvanie | Élection de 2014 du 13e district congressionnel de Pennsylvanie |
| --------------------------------------------------------------- | --------------------------------------------------------------- | --------------------------------------------------------------- | --------------------------------------------------------------- | --------------------------------------------------------------- |
| Parti                                                           | Parti                                                           | Candidat                                                        | Votes                                                           | %                                                               |
|                                                                 | Démocrate                                                       | Brendan Boyle                                                   | 123 601                                                         | 67,1                                                            |
|                                                                 | Républicain                                                     | Dee Adcock                                                      | 60 549                                                          | 32,9                                                            |
| Total des votes                                                 | Total des votes                                                 | Total des votes                                                 | 184 150                                                         | 100 %                                                           |
|                                                                 | Les Démocrates conservent                                       |                                                                 |                                                                 |                                                                 |

### 2016
| Élection de 2016 du 13e district congressionnel de Pennsylvanie | Élection de 2016 du 13e district congressionnel de Pennsylvanie | Élection de 2016 du 13e district congressionnel de Pennsylvanie | Élection de 2016 du 13e district congressionnel de Pennsylvanie | Élection de 2016 du 13e district congressionnel de Pennsylvanie |
| --------------------------------------------------------------- | --------------------------------------------------------------- | --------------------------------------------------------------- | --------------------------------------------------------------- | --------------------------------------------------------------- |
| Parti                                                           | Parti                                                           | Candidat                                                        | Votes                                                           | %                                                               |
|                                                                 | Démocrate                                                       | Brendan Boyle (sortant)                                         | 239 316                                                         | 100 %                                                           |
|                                                                 | Les Démocrates conservent                                       |                                                                 |                                                                 |                                                                 |

### 2018
| Élection de 2018 du 13e district congressionnel de Pennsylvanie | Élection de 2018 du 13e district congressionnel de Pennsylvanie | Élection de 2018 du 13e district congressionnel de Pennsylvanie | Élection de 2018 du 13e district congressionnel de Pennsylvanie | Élection de 2018 du 13e district congressionnel de Pennsylvanie |
| --------------------------------------------------------------- | --------------------------------------------------------------- | --------------------------------------------------------------- | --------------------------------------------------------------- | --------------------------------------------------------------- |
| Parti                                                           | Parti                                                           | Candidat                                                        | Votes                                                           | %                                                               |
|                                                                 | Républicain                                                     | John Joyce                                                      | 178 533                                                         | 70,5                                                            |
|                                                                 | Démocrate                                                       | Brent Ottaway                                                   | 74 733                                                          | 29,5                                                            |
| Total des votes                                                 | Total des votes                                                 | Total des votes                                                 | 253 266                                                         | 100 %                                                           |
|                                                                 | Les Républicains prennent aux Démocrates                        |                                                                 |                                                                 |                                                                 |

### 2020
| Élection de 2020 du 13e district congressionnel de Pennsylvanie | Élection de 2020 du 13e district congressionnel de Pennsylvanie | Élection de 2020 du 13e district congressionnel de Pennsylvanie | Élection de 2020 du 13e district congressionnel de Pennsylvanie | Élection de 2020 du 13e district congressionnel de Pennsylvanie |
| --------------------------------------------------------------- | --------------------------------------------------------------- | --------------------------------------------------------------- | --------------------------------------------------------------- | --------------------------------------------------------------- |
| Parti                                                           | Parti                                                           | Candidat                                                        | Votes                                                           | %                                                               |
|                                                                 | Républicain                                                     | John Joyce (sortant)                                            | 267 789                                                         | 73,5                                                            |
|                                                                 | Démocrate                                                       | Todd Rowley                                                     | 96 612                                                          | 26,5                                                            |
| Total des votes                                                 | Total des votes                                                 | Total des votes                                                 | 364 401                                                         | 100 %                                                           |
|                                                                 | Les Républicains conservent                                     |                                                                 |                                                                 |                                                                 |

### 2022
| Primaire Républicaine de 2022 du 13e district congressionnel de Pennsylvanie | Primaire Républicaine de 2022 du 13e district congressionnel de Pennsylvanie | Primaire Républicaine de 2022 du 13e district congressionnel de Pennsylvanie | Primaire Républicaine de 2022 du 13e district congressionnel de Pennsylvanie | Primaire Républicaine de 2022 du 13e district congressionnel de Pennsylvanie |
| ---------------------------------------------------------------------------- | ---------------------------------------------------------------------------- | ---------------------------------------------------------------------------- | ---------------------------------------------------------------------------- | ---------------------------------------------------------------------------- |
| Parti                                                                        | Parti                                                                        | Candidat                                                                     | Votes                                                                        | %                                                                            |
|                                                                              | Républicain                                                                  | John Joyce (sortant)                                                         | 114 160                                                                      | 100 %                                                                        |

| Élection de 2022 du 13e district congressionnel de Pennsylvanie | Élection de 2022 du 13e district congressionnel de Pennsylvanie | Élection de 2022 du 13e district congressionnel de Pennsylvanie | Élection de 2022 du 13e district congressionnel de Pennsylvanie | Élection de 2022 du 13e district congressionnel de Pennsylvanie |
| --------------------------------------------------------------- | --------------------------------------------------------------- | --------------------------------------------------------------- | --------------------------------------------------------------- | --------------------------------------------------------------- |
| Parti                                                           | Parti                                                           | Candidat                                                        | Votes                                                           | %                                                               |
|                                                                 | Républicain                                                     | John Joyce (sortant)                                            | 260 345                                                         | 100 %                                                           |
|                                                                 | Les Républicains conservent                                     |                                                                 |                                                                 |                                                                 |

### 2024
| Primaire Républicaine de 2024 du 13e district congressionnel de Pennsylvanie | Primaire Républicaine de 2024 du 13e district congressionnel de Pennsylvanie | Primaire Républicaine de 2024 du 13e district congressionnel de Pennsylvanie | Primaire Républicaine de 2024 du 13e district congressionnel de Pennsylvanie | Primaire Républicaine de 2024 du 13e district congressionnel de Pennsylvanie |
| ---------------------------------------------------------------------------- | ---------------------------------------------------------------------------- | ---------------------------------------------------------------------------- | ---------------------------------------------------------------------------- | ---------------------------------------------------------------------------- |
| Parti                                                                        | Parti                                                                        | Candidat                                                                     | Votes                                                                        | %                                                                            |
|                                                                              | Républicain                                                                  | John Joyce (sortant)                                                         | 82 918                                                                       | 100 %                                                                        |

| Primaire Démocrate de 2024 du 13e district congressionnel de Pennsylvanie | Primaire Démocrate de 2024 du 13e district congressionnel de Pennsylvanie | Primaire Démocrate de 2024 du 13e district congressionnel de Pennsylvanie | Primaire Démocrate de 2024 du 13e district congressionnel de Pennsylvanie | Primaire Démocrate de 2024 du 13e district congressionnel de Pennsylvanie |
| ------------------------------------------------------------------------- | ------------------------------------------------------------------------- | ------------------------------------------------------------------------- | ------------------------------------------------------------------------- | ------------------------------------------------------------------------- |
| Parti                                                                     | Parti                                                                     | Candidat                                                                  | Votes                                                                     | %                                                                         |
|                                                                           | Démocrate                                                                 | Beth Farnham                                                              | 32 568                                                                    | 100 %                                                                     |

| Élection de 2024 du 13e district congressionnel de Pennsylvanie | Élection de 2024 du 13e district congressionnel de Pennsylvanie | Élection de 2024 du 13e district congressionnel de Pennsylvanie | Élection de 2024 du 13e district congressionnel de Pennsylvanie | Élection de 2024 du 13e district congressionnel de Pennsylvanie |
| --------------------------------------------------------------- | --------------------------------------------------------------- | --------------------------------------------------------------- | --------------------------------------------------------------- | --------------------------------------------------------------- |
| Parti                                                           | Parti                                                           | Candidat                                                        | Votes                                                           | %                                                               |
|                                                                 | Républicain                                                     | John Joyce (sortant)                                            | TBD                                                             | TBD                                                             |
|                                                                 | Démocrate                                                       | Beth Farnham                                                    | TBD                                                             | TBD                                                             |
| Total des votes                                                 | Total des votes                                                 | Total des votes                                                 | TBD                                                             | 100 %                                                           |
|                                                                 |                                                                 |                                                                 |                                                                 |                                                                 |

## Frontières historiques du district
1. ↑  (en) Cook Political Report, « 2022 Cook PVI: District Map and List »
2. ↑  (en) US Census Bureau, « U.S. Census website »
3. ↑  (en) CNN, « 2024 Pennsylvania Republican Primary »
4. ↑  (en) CNN, « 2024 Pennsylvania Democratic Primary »

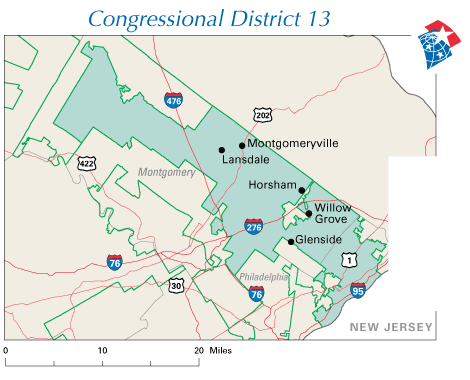
2003 - 2013

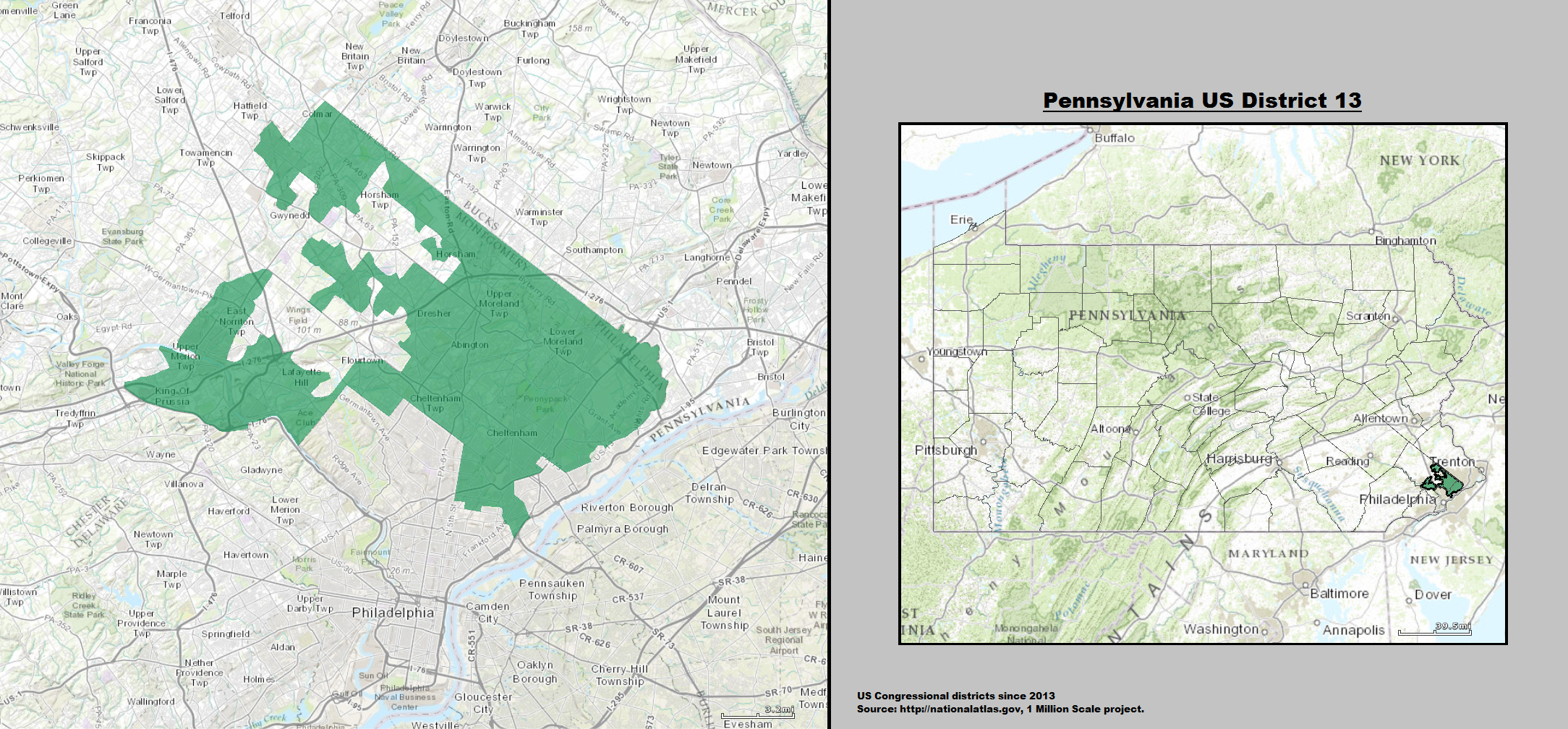
2013 - 2019

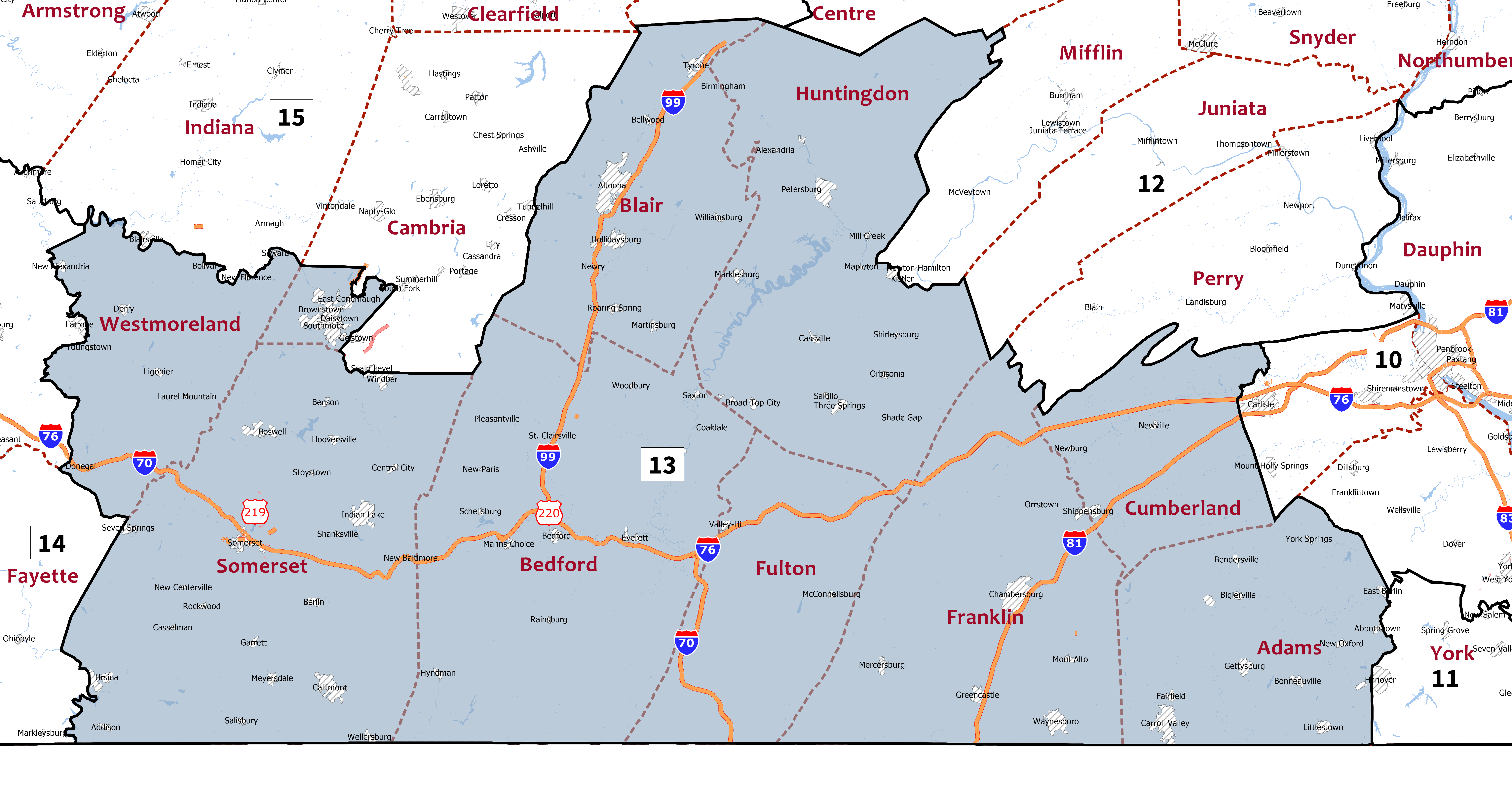
2019 - 2023

- Martis, Kenneth C. (1989). The Historical Atlas of Political Parties in the United States Congress. New York: Macmillan Publishing Company
- Martis, Kenneth C. (1982). The Historical Atlas of United States Congressional Districts. New York: Macmillan Publishing Company
- Congressional Biographical Directory of the United States 1774–present